# ألكسندر بوتكين
ألكسندر بوتكين (من مواليد 29 أبريل 1976) المعروف أيضًا باسم ألكسندر بيلوف، سياسي قومي روسي.

## الحياة السياسية
قاد بوتكين حركة مناهضة الهجرة غير الشرعية، وهي منظمة قومية تم حظرها لاحقًا في أبريل 2011. في الشهر التالي شارك في تأسيس منظمة «الروس» القومية مع ديمتري ديموشكين، والتي تم حظرها لاحقًا في عام 2015.

## قضايا جنائية
- في مايو 2009: أدانته محكمة في موسكو بالتحريض على الكراهية العرقية بعد مقارنة البيت الأبيض الروسي بملف التوراة.[2]
- في أغسطس 2016: حُكم عليه بالسجن بتهمة تكوين جماعة متطرفة وغسيل الأموال. وحُكم عليه بالسجن سبع سنوات ونصف.